# レジ・ギュルトネ
レジ・ギュルトネ (Régis Gurtner、1986年12月8日 - ) は、フランスのサッカー選手。ポジションはゴールキーパー、ランス所属。